# Instrumentos de palheta encapsulada

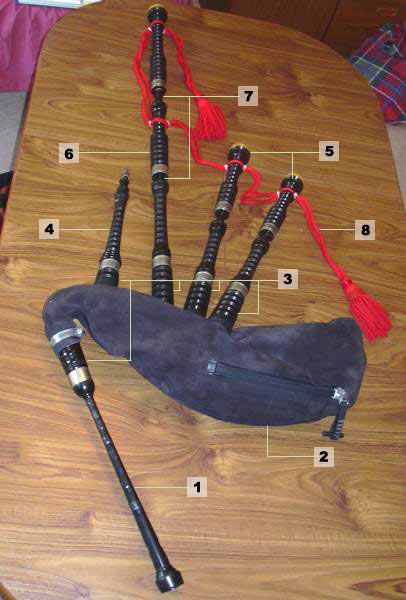
Uma gaita de foles, instrumento que apresenta palhetas encapsuladas.

Instrumentos de palheta encapsulada são instrumentos de sopro nos quais a palheta, em geral dupla, é inserida numa capsula; entre eles incluem-se o krumhorn, a cornamusa e vários tubos metálicos da gaita de foles